# Монт-Сокбаро
Монт-Сокбаро (англ. Mont Sokbaro) — вершина высотой 658 метров над уровнем моря, расположенная на границе Бенина в департаменте Донга и Того в Центральной области в горном массиве Атакора. Монт-Сокбаро является высочайшей вершиной Бенина.